# Dom Karola Tichego w Krakowie
Dom Karola Tichego – zabytkowa kamienica znajdująca się w Krakowie, w dzielnicy I przy placu Na Groblach 3, na Nowym Świecie.
Jest to kamienica w stylu wczesnego modernizmu powstała w 1912 roku.
Był to dom własny Karola Tichego malarza, architekta, projektanta wnętrz – przez niego zaprojektowany.

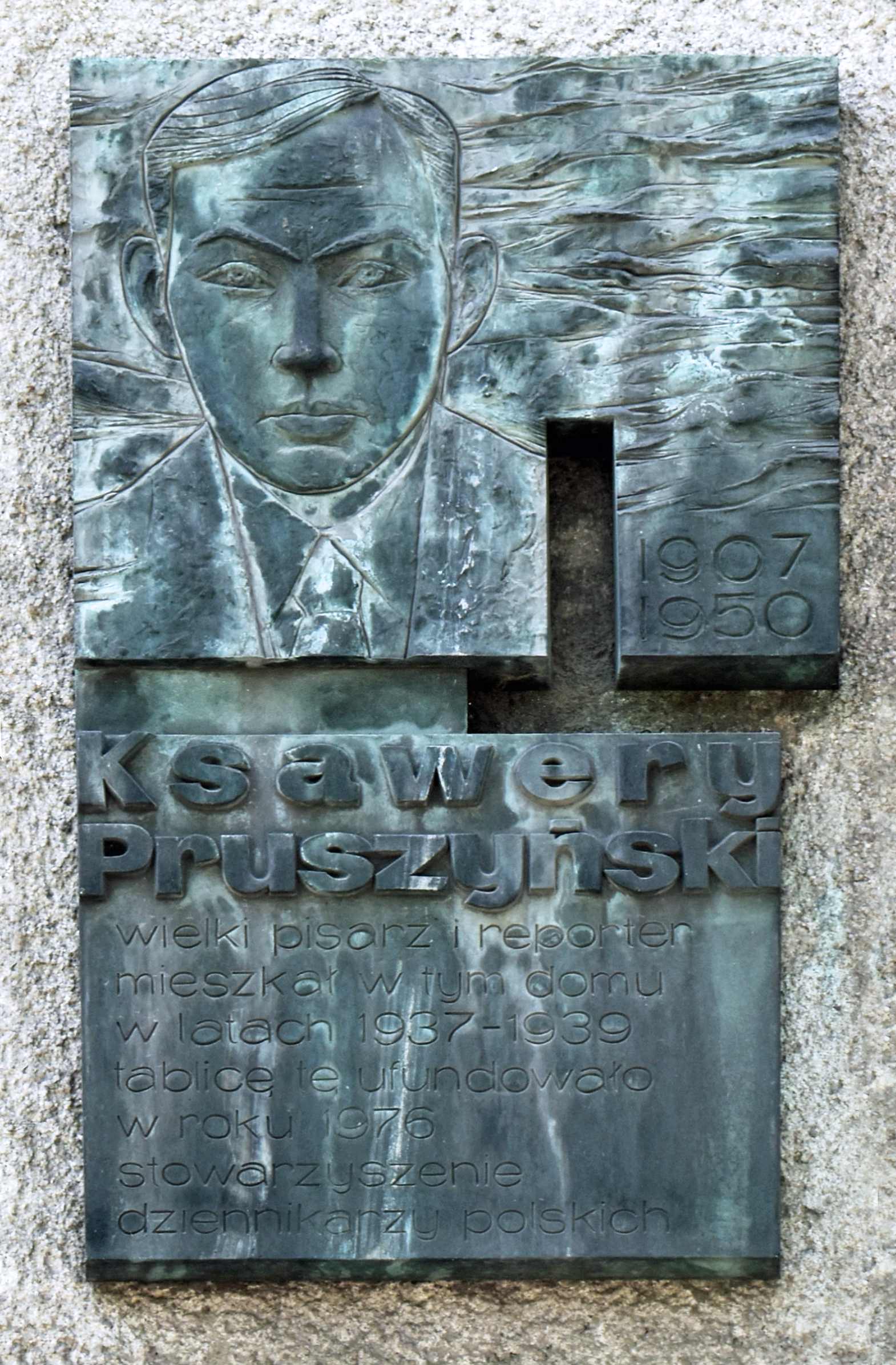
Tablica pamiątkowa.
Ksawery Pruszyński mieszkał w tej kamienicy w latach 1937-1939.